# Alicia Hernández Sánchez
Alicia Hernández Sánchez es periodista nacida en Almería, España, que reside en Caracas, Venezuela, donde es corresponsal de diversos medios de comunicación. Ganadora del Premio Internacional de Periodismo Rey de España, categoría de Prensa, en la edición de 2017.

## Biografía
Hernández Sánchez se licenció en periodismo en la Universidad Complutense de Madrid. Realizó prácticas de prensa en la emisora de radio ACL de la Diputación de Almería en 2003, ha trabajado en Colpisa, Europa Press, Radio Nacional de España (RNE) y “El estímulo”. Actualmente es corresponsal de la emisora de radio COPE en Venezuela y escribe para “El confidencial”, “Vice News”, “La Sexta” y “Armando investiga”.
En febrero de 2018 le fue otorgado el Premio de Periodismo Rey de España (edición 2017) por su artículo titulado “En La Guajira venezolana los niños abandonan la escuela para vender gasolina”, publicado por el diario New York Times de EUA el 9 de febrero de 2017. El premio es concedido por la Agencia EFE y la Agencia Española de Cooperación Internacional para el Desarrollo (AECID).

### Premios
- Premio de periodismo Rey de España en la categoría de Prensa, XXXV edición, año 2018.
- Finalista de los Premios Gabriel García Márquez de Periodismo de Medellín, Colombia, en 2016, por el artículo “Elecciones Venezuela 2015”.[5]